# Bromek karbetopendecyniowy
Bromek karbetopendecyniowy – organiczny związek chemiczny z grupy czwartorzędowych soli amoniowych, surfaktant kationowy stosowany w Czechach i Słowacji jako środek antyseptyczny i dezynfekujący, m.in. pod nazwami handlowymi Septonex, Mukoseptonex, Ophthalmo-Septonex.
Otrzymuje się go poprzez bromowanie palmitynianu etylu w obecności czerwonego fosforu. W reakcji tej powstaje pochodna α-bromowa tego estru, w której atom bromu jest następnie podstawiany za pomocą dimetyloaminy. Ostatnim etapem jest reakcja Menszutkina, w której uzyskuje się sól czwartorzędową przy użyciu bromku metylu.
Jest to biały lub lekko żółtawy krystaliczny proszek. Dobrze rozpuszcza się w wodzie, etanolu i chloroformie. Jego krytyczne stężenie micelizacji w wodzie w temperaturze 25 °C wynosi 0,342 g/l.